# Liste der Biografien/Hort
Liste der Biografien |
Portal Biografien |
Personensuche
# |
A |
B |
C |
D |
E |
F |
G |
H |
I |
J |
K |
L |
M |
N |
O |
P |
Q |
R |
S |
T |
U |
V |
W |
X |
Y |
Z |
?
 
Ha |
Hd |
He |
Hi |
Hj |
Hk |
Hl |
Hm |
Hn |
Ho |
Hr |
Hs |
Ht |
Hu |
Hv |
Hw |
Hy
 
Hoa |
Hob |
Hoc |
Hod |
Hoe |
Hof |
Hog–Hok |
Hol |
Hom |
Hon |
Hoo |
Hop |
Hoq |
Hor |
Hos |
Hot |
Hou |
Hov |
How |
Hox |
Hoy |
Hoz
 
Hora |
Horb |
Horc |
Hord |
Hore |
Horf |
Horg |
Horh |
Hori |
Horj |
Hork |
Horl |
Horm |
Horn |
Horo |
Horp |
Horr |
Hors |
Hort |
Horu |
Horv |
Horw |
Horx |
Hory |
Horz
Die Liste der Biografien führt alle Personen auf, die in der deutschsprachigen Wikipedia einen Artikel haben. Dieses ist eine Teilliste mit 126 Einträgen von Personen, deren Namen mit den Buchstaben „Hort“ beginnt.

## Hort
- Hort, Bernhard (* 1960), deutscher Architekt und Hochschullehrer
- Hort, Fenton John Anthony (1828–1892), irischer anglikanischer Theologe
- Hort, Hans-Peter (1924–2010), Schweizer Grafiker, Illustrator und Bühnenbildner
- Hort, Vlastimil (1944–2025), tschechoslowakisch-deutscher SchachmeisterVlastimil Hort (1944–2025)

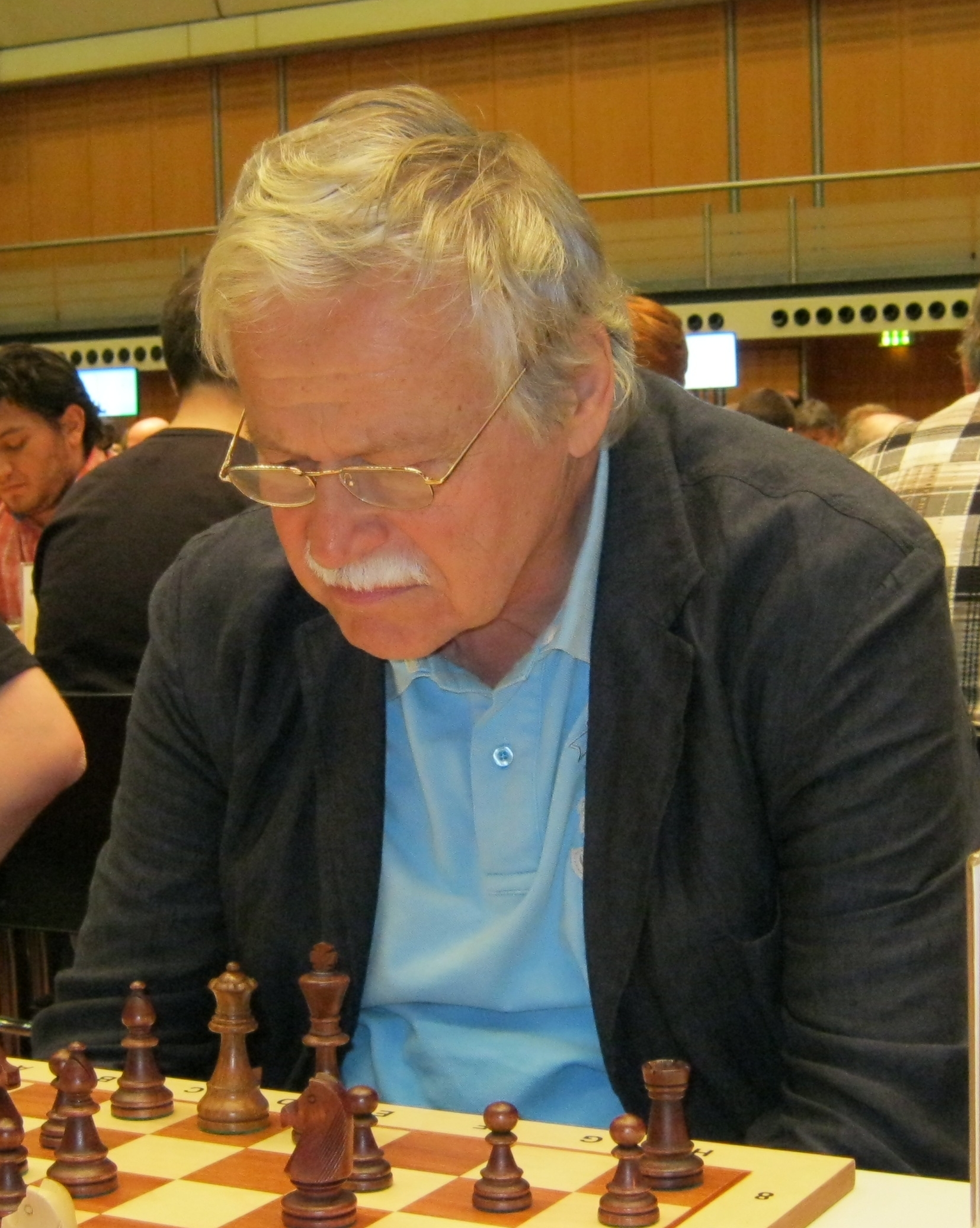
Vlastimil Hort (1944–2025)

- Hort, Wilhelm (1878–1938), deutscher technischer Physiker

### Horta
- Horta Máximo, Carolina (* 1992), brasilianische Beachvolleyballspielerin
- Horta, Adolfo (1957–2016), kubanischer Boxer
- Horta, Basílio (* 1943), portugiesischer Rechtsanwalt und Politiker
- Horta, Francisco (1906–1970), portugiesischer Aktivist
- Horta, Francisco (* 1934), brasilianischer Jurist, Fußballfunktionär und Politiker
- Horta, Frank Haroche (* 1980), französischer Boxsportler
- Horta, Loro (* 1977), osttimoresischer Diplomat
- Horta, Maria Teresa (1937–2025), portugiesische Feministin, Schriftstellerin, Journalistin, Drehbuchautorin, Dramatikerin
- Horta, Ricardo (* 1994), portugiesischer Fußballspieler
- Horta, Toninho (* 1948), brasilianischer Jazzmusiker
- Horta, Victor (1861–1947), belgischer Jugendstil-ArchitektVictor Horta (1861–1947)

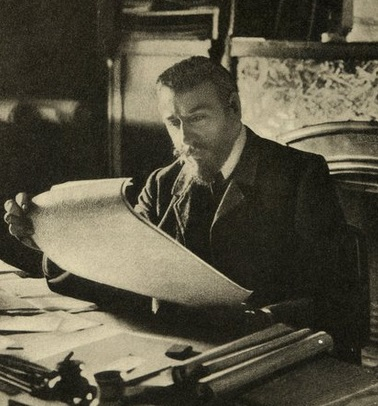
Victor Horta (1861–1947)

- Hortar († 364), alamannischer Gaukönig
- Hortasios, antiker griechischer Bildhauer

### Horte
- Hørte, Sara (* 2000), norwegische Fußballspielerin
- Hortefeux, Brice (* 1958), französischer Politiker, MdEP
- Hortelano, Bruno (* 1991), spanischer Leichtathlet
- Horten, Alphons (1907–2003), deutscher Unternehmer und Politiker (CDU), MdB
- Horten, Anton Hubert (1838–1903), deutscher Reichsgerichtsrat
- Horten, Dirk (* 1939), deutscher Marineoffizier; Vizeadmiral; Befehlshaber der Flotte
- Horten, Heidi (1941–2022), österreichische Kaufhauserbin, Milliardärin, Mäzenin, Philanthropin und Kunstsammlerin
- Horten, Helmut (1909–1987), deutscher Unternehmer
- Horten, Max (1874–1945), deutscher Orientalist
- Horten, Reimar (1915–1994), deutscher Luftfahrtpionier
- Horten, Rena (1941–2009), deutsche Schauspielerin
- Horten, Titus Maria (1882–1936), deutscher Dominikaner und katholischer Priester
- Horten, Walter (1913–1998), deutscher Luftfahrtpionier
- Hörtenhuber, Helmut (* 1959), österreichischer Verfassungsjurist, Richter am Verfassungsgerichtshof
- Hörtenhuber, Josef (1865–1936), österreichischer Gastwirt, Bauer und Politiker, Landtagsabgeordneter
- Hortensia, Tochter des römischen Redners Hortensius
- Hortensius Hortalus, Quintus (114 v. Chr.–50 v. Chr.), römischer Redner und Politiker
- Hortensius, Lambertus († 1574), niederländischer Humanist und römisch-katholischer Geistlicher
- Hortensius, Quintus, römischer Politiker und Diktator
- Horter, Charles (* 1948), US-amerikanischer Segler
- Hörter, Michael (* 1958), deutscher Politiker (CDU), MdL
- Horter, Richard (1868–1942), deutscher Politiker (SPD)
- Hörter, Willi (1930–1996), deutscher Ingenieur und Politiker (CDU), MdL, Oberbürgermeister von Koblenz (1972–1994)
- Horter, Wolfgang (* 1924), deutscher Fußballspieler
- Hörterich, Johann Georg (1705–1770), deutscher Orgelbauer

### Horth
- Hörth, Franciscetta (1903–1945), deutsche Steyler Missionsschwester und Märtyrin
- Hörth, Franz Ludwig (1883–1934), deutscher Regisseur und Operndirektor
- Hörth, Karl (1851–1902), deutscher Architekt
- Hörth, Otto (1842–1935), deutscher Journalist, Publizist und Schriftsteller
- Horthemels, Daniel († 1691), niederländischer Buchhändler und Verleger
- Horthemels, Denis († 1749), französischer Buchhändler und Verleger
- Horthemels, Frédéric (1688–1737), französischer Kupferstecher
- Horthemels, Johannes (1698–1776), niederländischer Philosoph und reformierter Theologe
- Horthemels, Marie-Anne (1682–1727), französische Kupferstecherin
- Horthemels, Marie-Nicole (1689–1745), französische Kupferstecherin und Radiererin
- Horthemels, Veuve de Daniel, französische Buchhändlerin und Verlegerin
- Horthy, István (1904–1942), stellvertretender Regent des Königreichs Ungarn
- Horthy, Miklós (1868–1957), ungarischer Militär und Politiker, Regent des Königreichs UngarnMiklós Horthy (1868–1957)

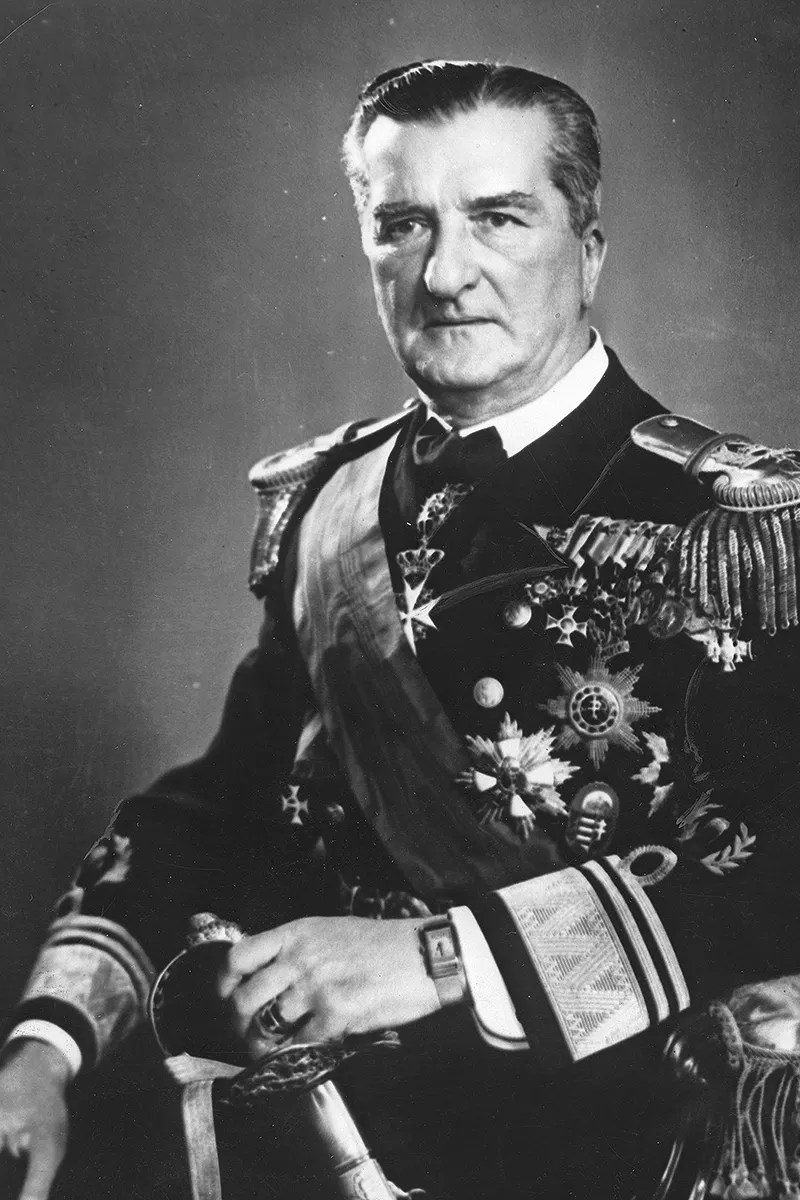
Miklós Horthy (1868–1957)

### Horti
- Hortig, Johann Nepomuk (1774–1847), deutscher Theologe
- Hortin, Samuel (1589–1652), Pfarrer und Bibliothekar
- Hörting, Gerhard (* 1972), römisch-katholischer Geistlicher, Rektor a. i. des päpstlichen Priesterkollegs Santa Maria dell’Anima
- Hortis, Attilio (1850–1926), italienischer Literaturhistoriker

### Hortl
- Hortleder, Friedrich (1579–1640), deutscher Historiker und Politiker

### Hortm
- Hortman, Chris (* 1988), US-amerikanischer Basketballspieler
- Hortman, Melissa (1970–2025), US-amerikanische Politikerin
- Hortmann, Wilhelm (1929–2021), deutscher Anglist
- Hortmanns, Hermann Joseph Robert (1884–1950), deutscher römisch-katholischer Geistlicher und Märtyrer

### Hortn
- Hörtnagel, Georg (1927–2020), deutscher Kontrabassist und Konzertagent
- Hörtnagl, Alfred (* 1966), österreichischer FußballspielerAlfred Hörtnagl (* 1966)

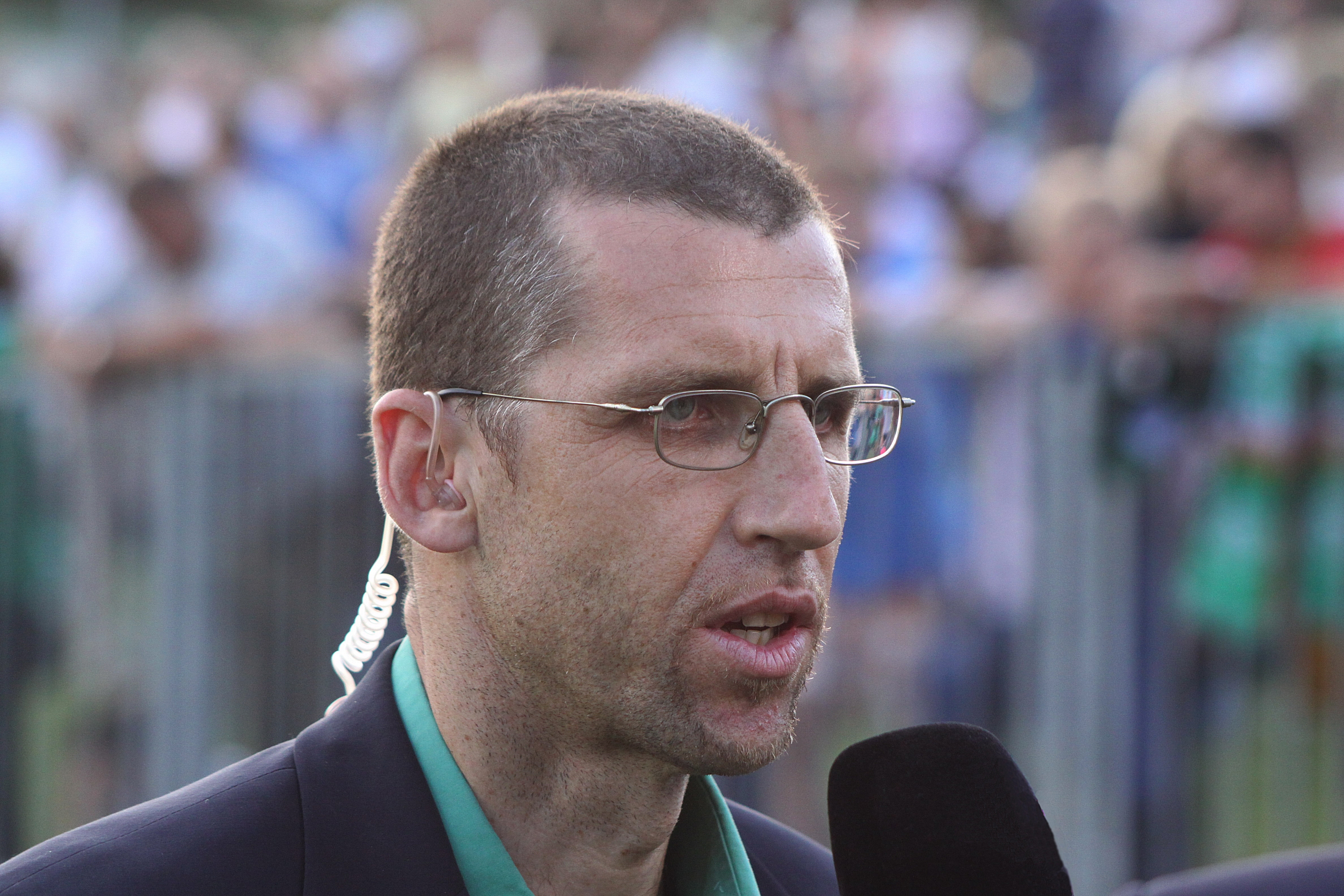
Alfred Hörtnagl (* 1966)

- Hörtnagl, Andreas (* 1942), österreichischer Politiker (ÖVP)
- Hörtnagl, Benny (* 1982), österreichischer Fernsehmoderator
- Hörtnagl, Erich (* 1950), österreichischer Regisseur
- Hörtnagl, Hugo (1932–2019), österreichischer Politiker (SPÖ), Landtagsabgeordneter in Tirol
- Hörtner, Sabina (* 1967), österreichische Raum- und Medienkünstlerin

### Horto
- Horto, J. V. (* 1990), brasilianischer Automobilrennfahrer
- Hortobágyi, Cirill Tamás (* 1959), ungarischer römisch-katholischer Ordensgeistlicher, Erzabt von Pannonhalma
- Hortobágyi, László (* 1950), ungarischer Weltmusiker
- Hortolà, Policarp (* 1958), spanischer Biologe
- Horton, Albert Clinton (1798–1865), US-amerikanischer Politiker
- Horton, Benjamin Jason (1873–1963), US-amerikanischer Politiker
- Horton, Big Walter (1918–1981), US-amerikanischer Blues-MusikerBig Walter Horton (1918–1981)

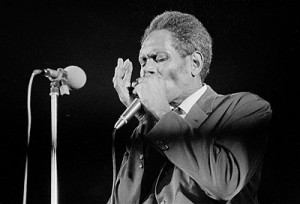
Big Walter Horton (1918–1981)

- Horton, Brian († 2022), US-amerikanischer Jazzmusiker (Saxophon, Flöte) und Hochschullehrer
- Horton, Danny (1946–2011), britischer Radrennfahrer
- Horton, David (* 1939), englischer Badmintonspieler
- Horton, DeRon (* 1992), amerikanischer Schauspieler
- Horton, Edmund (1895–1944), US-amerikanischer Bobfahrer
- Horton, Edward Everett (1886–1970), US-amerikanischer Schauspieler
- Horton, Frank (1919–2004), US-amerikanischer Politiker
- Horton, Frank O. (1882–1948), US-amerikanischer Politiker
- Horton, Goldie Printis (1887–1972), US-amerikanische Mathematikerin und Hochschullehrerin
- Horton, Graham (* 1962), britisch-deutscher Informatiker und Hochschullehrer
- Horton, Helen (1923–2007), US-amerikanische Schauspielerin
- Horton, Henry Hollis (1866–1934), US-amerikanischer Politiker
- Horton, James (* 1948), britischer Maler und Präsident der Royal Society of British Artists
- Horton, Johnny (1925–1960), US-amerikanischer Country-Sänger
- Horton, Jon (* 1964), US-amerikanischer American-Football-Spieler
- Horton, Katie (* 1995), US-amerikanische Volleyball- und Beachvolleyballspielerin
- Horton, Kenneth (* 1989), US-amerikanischer Basketballspieler
- Horton, Kevin M. (* 1986), US-amerikanischer Filmschauspieler
- Horton, Kiana (* 1997), US-amerikanische Sprinterin
- Horton, Mack (* 1996), australischer Schwimmer
- Horton, Mary Ann (* 1955), US-amerikanische Internetpionierin und Transsexuelle
- Horton, Max Kennedy (1883–1951), britischer U-Boot-Kommandant und Admiral
- Horton, Michael, neuseeländischer Filmeditor
- Horton, Michael (* 1952), US-amerikanischer Schauspieler
- Horton, Myles (1905–1990), US-amerikanischer Aktivist
- Horton, Nathan (* 1985), kanadischer Eishockeyspieler
- Horton, Peter (1941–2023), österreichischer Gitarrist, Liedermacher, Fernsehmoderator und Schriftsteller
- Horton, Peter (* 1953), US-amerikanischer Schauspieler und RegisseurPeter Horton (* 1953)

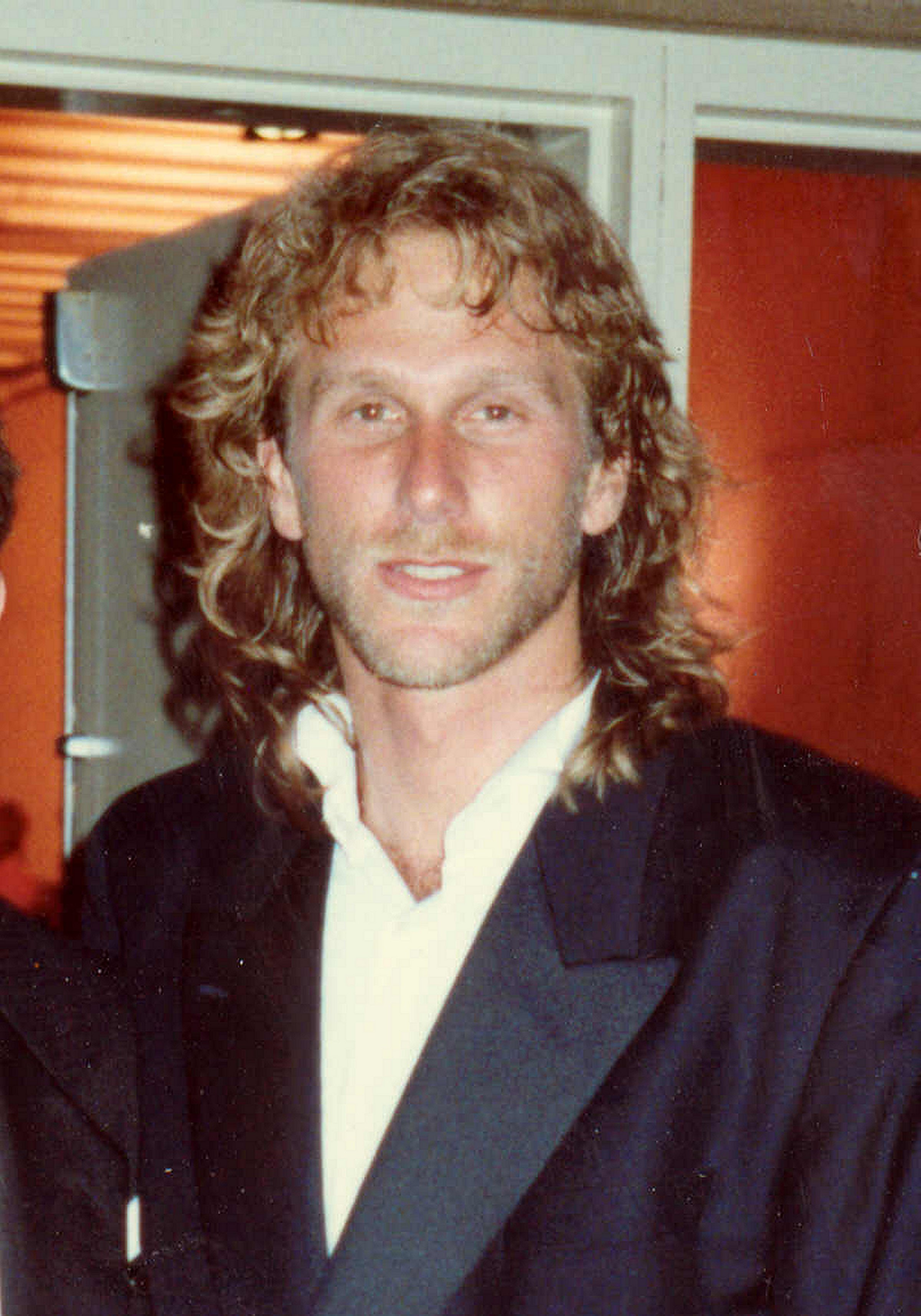
Peter Horton (* 1953)

- Horton, Pug (* 1932), britische Jazz- und Bluessängerin
- Horton, Robert Elmer (1875–1945), US-amerikanischer Geologe, Hydrologe und Bodenkundler
- Horton, Ron (* 1960), US-amerikanischer Jazz-Trompeter
- Horton, Scott (* 1976), amerikanischer Radiomoderator und Autor
- Horton, Thomas R. (1822–1894), US-amerikanischer Jurist und Politiker
- Horton, Tim (1930–1974), kanadischer Eishockeyspieler und UnternehmerTim Horton (1930–1974)

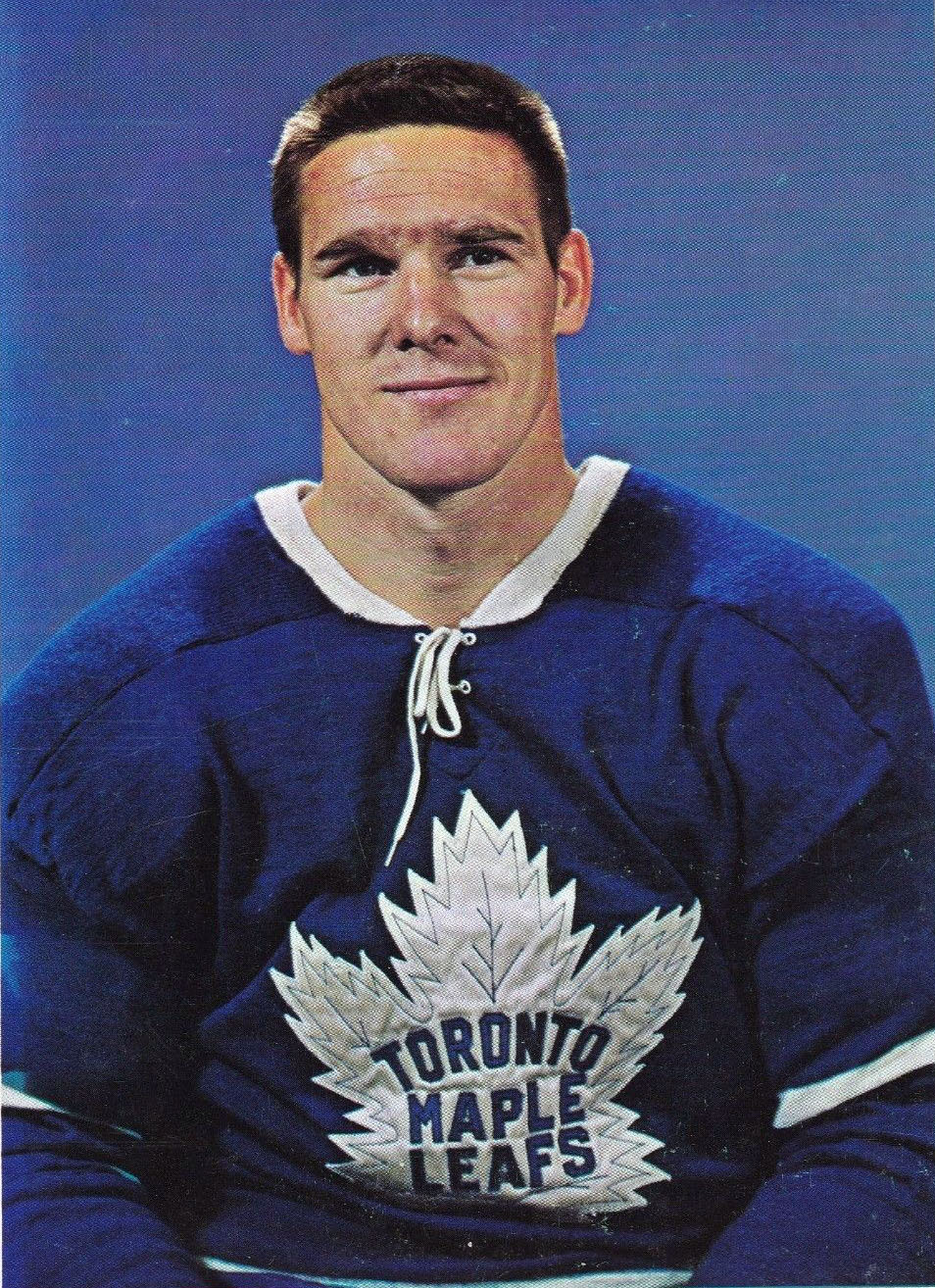
Tim Horton (1930–1974)

- Horton, Valentine B. (1802–1888), US-amerikanischer Politiker
- Horton, Vaughn (1911–1988), US-amerikanischer Countrymusiker und Songwriter
- Horton, Wilkins P. (1889–1950), US-amerikanischer Politiker
- Horton, William B. (1849–1887), US-amerikanischer Lehrer, Schulleiter, Geschäftsmann und Politiker
- Horton, Zilphia (1910–1956), US-amerikanische Aktivistin und Musikerin
- Horton-Tucker, Talen (* 2000), US-amerikanischer Basketballspieler
- Hortopan, Ion (1925–2000), rumänischer Politiker (PCR) und Generaloberst

### Horts
- Hortschansky, Klaus (1935–2016), deutscher Musikwissenschaftler
- Hortstein, Franz Joseph von (1854–1938), k.u.k. General der Kavallerie
- Hortstein, Lothar von (1855–1944), österreichischer Korpskommandant, k.u.k. General der Infanterie

### Hortu
- Hortulanus, Alchemist

### Hortz
- Hortzschansky, Günter (1926–2015), deutscher Historiker
- Hortzschansky, Johann (1722–1799), sorbischer Lehrer und Historiker